# ヤクシマアカシュスラン
ヤクシマアカシュスラン Hetaeria yakusimensis (Masam.) Masam. はラン科の植物の1種。細長い穂に小さな白い花をつける。

## 特徴
地上生の多年生の草本。茎はその基部側は地表を横に這って伸び、その各節から紐状の根を下ろす。先端側は直立し、開花時にはその背丈は10～25cmになる。茎は全体に毛がなく、葉は直立する茎の中程に3～5枚が着く。葉は互生しているが、互いに集まって着き、放射状に並んでいるように見える。葉身は長さ3～8cm、幅1.5～3.5cm、倒卵形で先端は尖り、基部は丸くなっており、膜質で表裏両面ともに毛はない。また乾燥すると赤くなる。葉柄は長さ1.5～3.5cmあり、その基部は鞘になって茎を抱いている。
花期は8～9月。花茎には毛がある。穂状花序は長さが3～10cm。3～15個の花がまばらに着く。苞は披針形で縁には毛が生えている。子房は長さが7～8mmで毛はない。花は紅色を帯びる。背萼片は広卵形、側萼片は左右非対称に歪んだ卵形をしている。側花弁は卵形を半分に切った形で、唇弁は僧坊状卵形をしており、何れもほぼ同じ長さで長さ約3mmとなっている。唇弁の内側には2個の硬い突起がある。
和名は屋久島赤シュスランであると思われる。「アカ」というのは葉が乾燥すると赤くなることによる。本種は屋久島で発見されたものを元に1931年に記載されたことから「ヤクシマ」の部分はそれによると思われる。

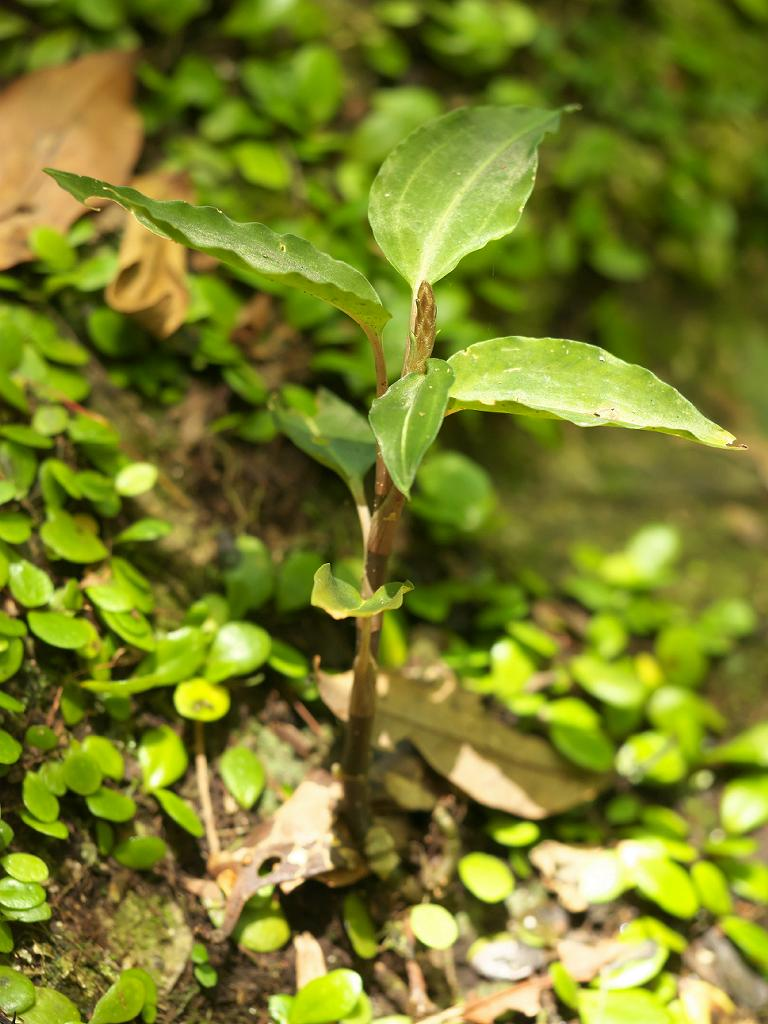
花序が伸び出す前の株
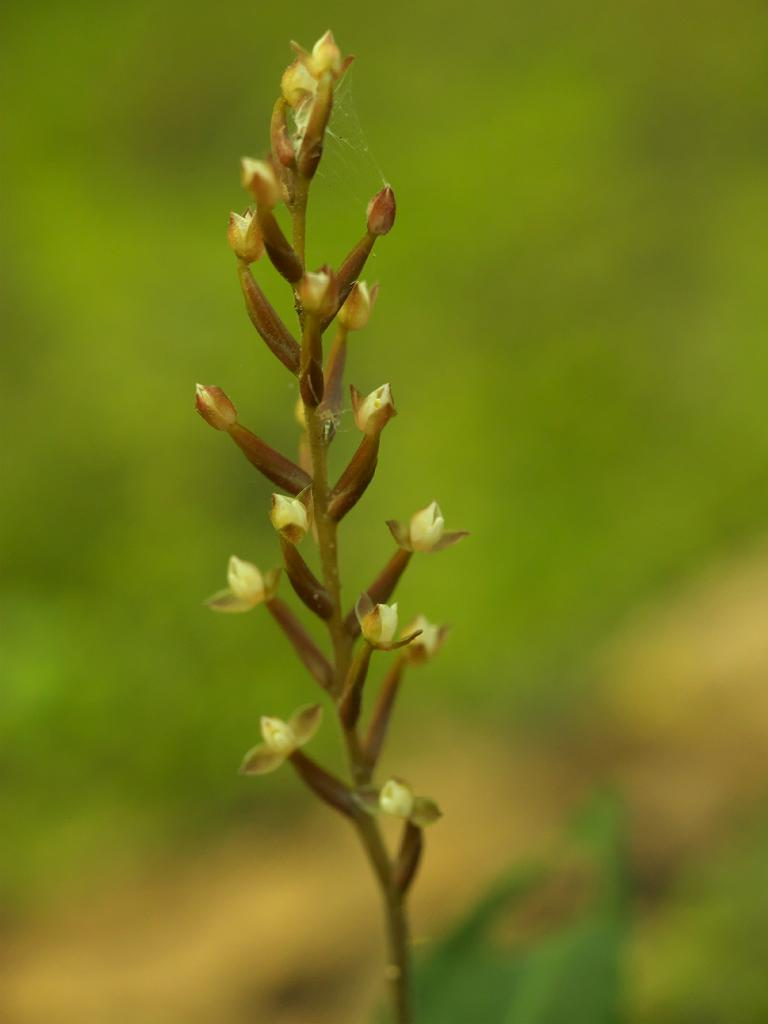
花序
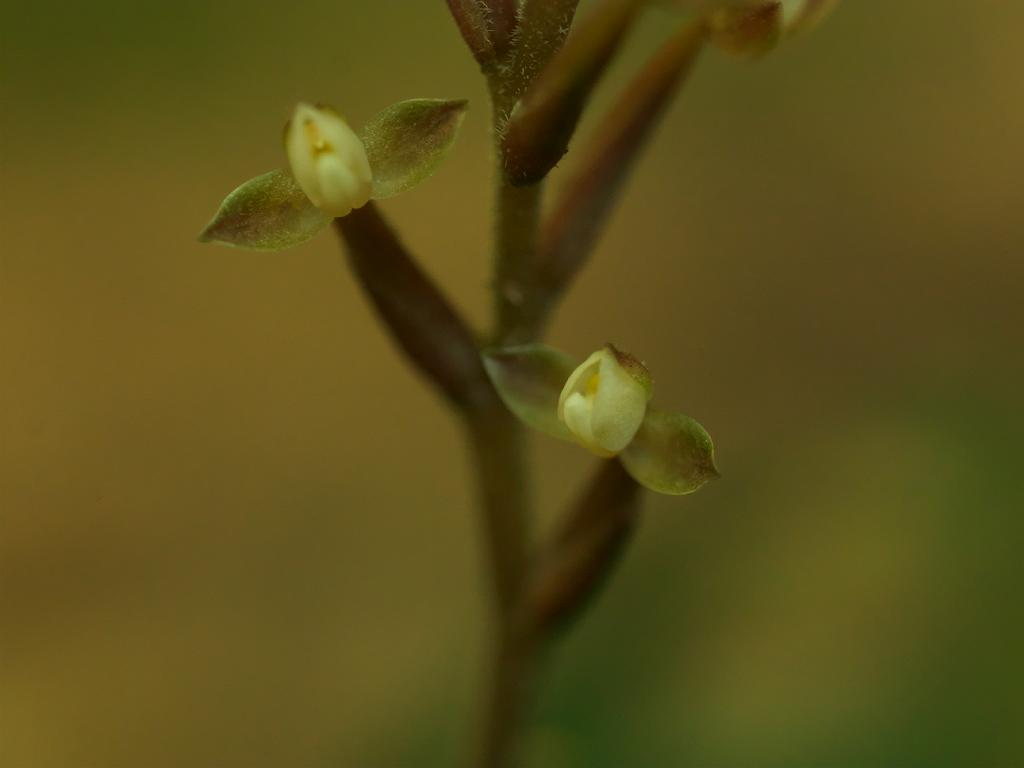
花序の拡大像

## 分布と生育環境
日本では本州の静岡県以西、四国、九州と屋久島、種子島とそれ以南の琉球列島に分布し、国外では台湾、中国南部、ベトナムから知られる。なお本種の国内の分布は初島(1975)では九州の鹿児島県本土中部以南、佐竹他編(1982)では九州南部と四国の高知県となっており、北限が次第に北上しているのがわかる。ただし分布の拡大によるのか調査の進展によるのかは不明である。
常緑樹林の下に生える。九州での初期の記録ではおおむね標高500mの山地の常緑樹林下で発見されている。

## 分類、類似種など
本種の属するヒメノヤガラ属は世界に約30種が知られ、日本からは本種を含んで3種がある。そのうちヒメノヤガラ H. shikokiana は菌従属栄養植物（腐生植物）で葉を持たない植物である。もう1種のオオカゲロウラン H. oblongifolia は本種に似ているが茎葉高さ45cmにもなり、葉の長さが5～9cmと、本種よりかなり大きい。この種は琉球列島の八重山諸島から知られる。
ただし本種に似たものはこの属以外にも多く、例えば愛媛県のレッドデータブックではカゲロウラン Zeuxine agyokuana をあげている。この種はキヌラン属のものでやはり茎の基部側は地表を這い、先端側が直立してその途中に葉を数枚着ける。この種は花の色が黄褐色であること、それに花の細部の構造で区別できる。ちなみにこの種は以前には本種と同じくウヒメノヤガラ属として扱われたことがある。キヌラン属には他にも数種あり、何れも本種とやや似ており、またシュスラン属 Goodyera にも似た姿のものがある。

## 保護の状況
環境省のレッドデータブックでは絶滅危惧II類（UV)に指定されており、県別では静岡県、三重県、和歌山県、愛媛県、熊本県、長崎県で絶滅危惧I類、高知県、宮崎県、沖縄県で絶滅危惧II類、鹿児島県で準絶滅危惧の指定があり、また佐賀県では情報不足となっている。愛媛県では生育地が一カ所に限られ、採集による減少と共に森林伐採などによる環境悪化が懸念されている。